# レンゲンヴァング
レンゲンヴァング (ドイツ語: Lengenwang) は、ドイツ連邦共和国バイエルン州シュヴァーベン行政管区のオストアルゴイ郡に属す町村（以下、本項では便宜上「町」と記述する）で、ゼーク行政共同体を構成する自治体の一つである。

## 地理
レンゲンヴァングはアルゴイ地方に位置する。この町は14の集落からなる。1879年まではフュッセン郡の一部であったが、その後1972年まで旧マルクトオーバードルフ郡の最も南に位置する自治体であった。

### 自治体の構成
この町は、公式には15の地区 (Ort) からなる。このうち小集落や孤立農場などを除く集落を以下に列記する。
| - アルビスリート - アウサーレンゲンヴァング - ビヒェルス - エーニスリート | - ヘンネンシュヴァング - レンゲンヴァング - ロイテ - リート |

## 歴史
レンゲンヴァングはフライベルク男爵の所領、すなわちアウクルブルク司教本部領に属した。ここでは様々な権利所有者の権利が錯綜していたが、1803年に司教本部領、1805年にオーストリア領（ホーエンフライベルク）、1806年にフライベルク男爵領がそれぞれバイエルン領となった。バイエルンの行政改革に伴う1818年の市町村令によって現在の自治体が成立した。

### 人口推移
- 1970年 1,131人
- 1987年 1,226人
- 2000年 1,330人
- 2006年 1,359人

## 行政
アルベルト・シュライヤー (Freie Wählergemeinschaft) は2020年から町長を務めている。

### 紋章
図柄: 基部は金地で、上に2つ、下に1つの形で配置された3つの青い球。主部は赤地で金の縦帯、これに被せて斜め十字に組み合わされた銀の斧と銀の羽毛。

## 経済と社会資本

### 交通
レンゲンヴァングは、アウクスブルクないしはミュンヘンからカウフボイレンを経由してフュッセンに至る鉄道路線沿いに位置している。

### 教育
- 国民学校 1校

## 引用
1. ↑  https://www.statistikdaten.bayern.de/genesis/online?operation=result&code=12411-003r&leerzeilen=false&language=de Genesis-Online-Datenbank des Bayerischen Landesamtes für Statistik Tabelle 12411-003r Fortschreibung des Bevölkerungsstandes: Gemeinden, Stichtag (Einwohnerzahlen auf Grundlage des Zensus 2011)
2. ↑  Bayerische Landesbibliothek Online